# 三色柱错觉

三色柱错觉的一个例子。光栅实际上以45度向右向下漂移，但它的运动被孔径的拉长轴线捕捉。

三色柱错觉是一种视错觉，它揭示了人类大脑中对视觉运动处理过程的偏差。这种视觉错觉发生在有对角线条纹的杆子围绕其垂直轴（水平方向）旋转时，看起来好像条纹在其垂直轴的方向上移动（右图的情况则向下），而不是绕着它移动。

## 历史

常见于理发店外的三色柱

1929年，心理学家乔伊·保罗·吉尔福特不经意地注意到旋转三色柱上条纹的感知运动中存在悖论。三色柱在其垂直轴上原地转动，但条纹似乎向上移动，而不是随着杆子转动。吉尔福特暂时将这一现象归因于眼球运动，但承认缺乏有关该问题的数据。
1935 年，汉斯·瓦拉赫发表了与该主题相关的一系列综合实验，但由于该文章是德语的，所以说英语的研究人员并没有立即知道。该研究的英文摘要发表于1976年，1935年论文的完整英文翻译发表于1996年。瓦拉赫的分析侧重于对角线端点与三色柱的边缘。

## 解释

在此示例中，光栅的运动与第一张图相同，但孔径是各向同性的。

出现这种错觉是因为参考框架内的条形或轮廓提供了关于其“真实”运动方向的模糊信息。线的实际运动有很多可能性。因此，孔径的形状往往会为其他相同移动的轮廓确定感知的运动方向。垂直拉长的孔径使垂直运动占主导地位，而水平拉长的孔径使水平运动占主导地位。在圆形或方形孔径的情况下，可感知的运动方向通常是与条纹的方向正交的（在这种情况下是对角线）。感知到的运动方向与线的端点在遮挡物的内边界内的终止有关。例如，垂直孔径在垂直方向上具有较长的边缘，从而产生更多的终止点，明确地垂直方向上的移动。这种更强的运动信号迫使我们感知垂直运动。从功能上讲，这种机制已经演化到确保我们将移动模式感知为朝一个方向移动的刚性表面。
视觉系统中的单个运动敏感神经元只有有限的信息，因为它们只看到一小部分视野（这种情况称为“孔径问题”）。在没有附加信息的情况下，视觉系统更喜欢最慢的运动：即与移动线正交的运动。在雪貂的视觉皮层中已经识别出可能对应于感知三色柱状图案的神经元。

## 听觉模拟
类似的效果出现在谢泼德音调中，这是一种听觉错觉。